# Качурин, Иван Андреевич
Иван Андреевич Качурин (1909—1982) — старшина Рабоче-крестьянской Красной Армии, участник Великой Отечественной войны, Герой Советского Союза (1943).

## Биография
Иван Качурин родился 8 (21) ноября 1909 года в деревне Иванково (ныне — Мещовский район Калужской области). Семья была большая, кроме Ивана, было ещё три сына и пять дочерей. Старший Иван с детских лет помогал семье. Получил начальное образование, после чего работал в колхозе бригадиром. В сентябре 1941 года Качурин был призван на службу в Рабоче-крестьянскую Красную Армию и вскоре сражался с фашистами под городом Ярцевом. Затем бои под Москвой, в одном из которых он был ранен. Потом воевал на Калининском фронте. В 1943 году после выздоровления участвовал в Курской битве. Осенью 1943 года получил звание старшины. Будучи в должности командира отделения роты автоматчиков в составе 65 армии на 2-м Белорусском фронте сражался на берегах Днепра, где и совершил подвиг.
К октябрю 1943 года сержант Иван Качурин командовал отделением роты автоматчиков 479-го стрелкового полка 149-й стрелковой дивизии 65-й армии Центрального фронта. Отличился во время битвы за Днепр.
16 октября 1943 года отделение Качурина переправилось через Днепр в районе деревни Щитцы Лоевского района Гомельской области Белорусской ССР и приняло активное участие в боях за захват и удержание плацдарма на его западном берегу.
Указом Президиума Верховного Совета СССР от 30 октября 1943 года за «образцовое выполнение боевых заданий командования на фронте борьбы с немецкими захватчиками и проявленные при этом мужество и героизм» сержант Иван Качурин был удостоен высокого звания Героя Советского Союза с вручением ордена Ленина и медали «Золотая Звезда» за номером 1597.
При освобождении братской Польши, в боях за Вислу был тяжело ранен и был эвакуирован в город Боржоми.
В 1945 году в звании старшины Качурин был демобилизован. Проживал и работал в колхозе, затем в Московской области.С 1951 года проживал в Москве и работал в пригородном колхозе «Красный путь». Умер 11 января 1982 года, похоронен на Митинском кладбище Москвы.
Одна из улиц города Мещовска, села Серпейска и главная улица деревни Иванково названа именем героя.  
В Мещовске на Аллее Героев установлен памятный знак И.А.Качурину.
Был также награждён рядом медалей.